# François Zola

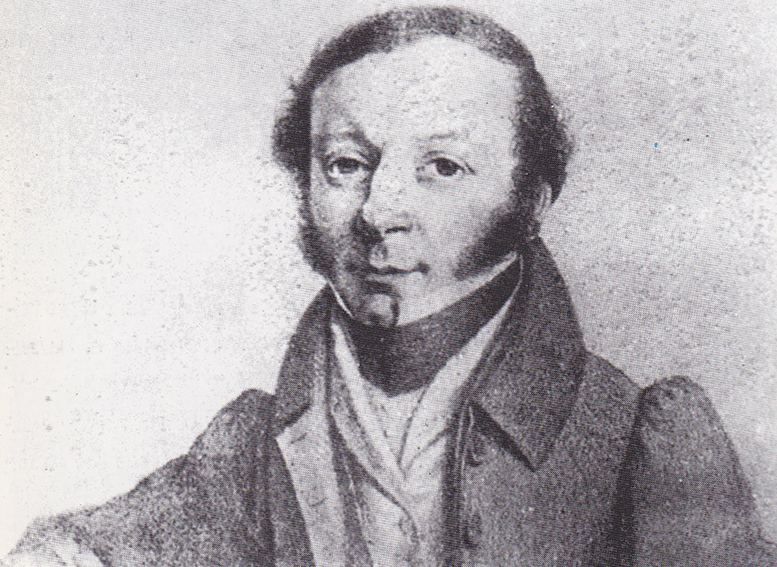
Porträt von François Zola

François Antoine Marie Zola, italienisch Francesco Antonio Giuseppe Maria Zolla (* 7. August 1796 oder 8. August 1795 in Venedig; † 27. März 1847 in Marseille), war ein französischer Ingenieur und Soldat italienischer Abstammung und Vater von Émile Zola.

## Biographie

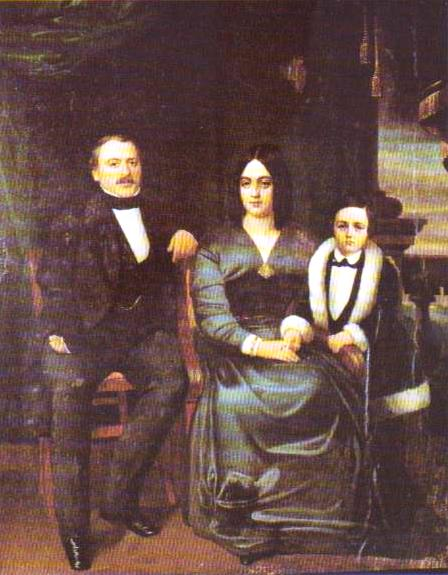
Émile Zola als Kind mit seinen Eltern im Jahr 1845

Zola schlug zunächst eine militärische Laufbahn in der Armee des Königreichs Italien unter dem Kommando des Vizekönigs Eugène de Beauharnais ein. Im Oktober 1810 trat er im Alter von 15 Jahren in die königliche Militärschule von Padua ein, verließ sie im April 1812 als Leutnant im 4. Regiment der leichten Infanterie und wurde im Juli 1812, mit nur 17 Jahren, Oberleutnant im königlich italienischen Artillerieregiment.
Nach dem Sturz Napoleons diente Zola von 1815 bis 1821 in einem Regiment der österreichischen Armee des Königreichs Lombardo-Venetien. Die Armee ermöglichte ihm, von 1817 bis 1818 an der Universität Padua zu studieren, wo er ein Diplom in Ingenieurwesen und einen Doktortitel in Mathematik erhielt. Er schrieb eine „Abhandlung über das Nivellement“ (Trattato di livellazione topografica), die ihm die Mitgliedschaft in der Académie von Padua und eine Medaille des Königs von Holland einbrachte.
Politisch liberal, Carbonaro und Freimaurer, verließ er 1821 die Armee und trat eine Stelle als Landvermesser des Katasters in Oberösterreich an. Von dort wechselte er um das Jahr 1825 zur k.k. privilegierten Ersten Eisenbahn-Gesellschaft, die mit der Pferdeeisenbahn Budweis–Linz die erste Ferneisenbahnlinie auf dem europäischen Kontinent errichtete. 1829 schied er dort aus und erwarb das Privileg zum Bau der Erweiterungsstrecke von Linz nach Gmunden, die er in den beiden folgenden Jahren trassierte. Anlässlich der Gründung seines eigenen Unternehmens änderte er die Schreibweise seines Namens von Zolla zu Zola.

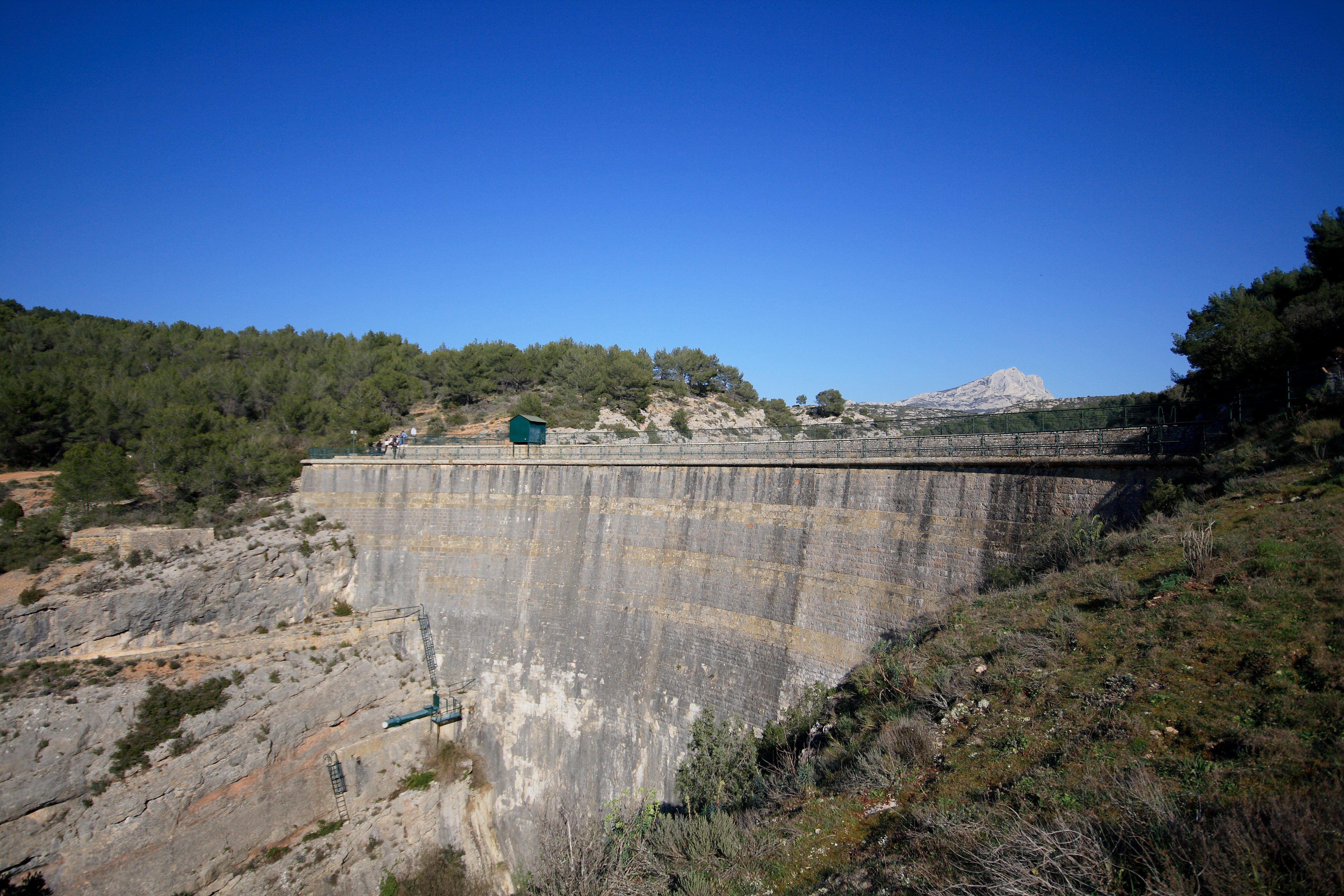
Die Zola-Talsperre in Aix-en-Provence

Da Zola keine Geldgeber fand, konnte er den Bau der geplanten Bahnlinie nicht aufnehmen, was zum Erlöschen seines Privilegs führte. 1830 verließ er Österreich und ging kurz nach Holland, danach nach Großbritannien. Anschließend ging er nach Frankreich, wo er seinen Vornamen von Francesco zu François änderte, und trat im Rang eines Leutnants in die kurz zuvor gegründete Fremdenlegion ein. Im Oktober 1832 ging er nach Algerien, demissionierte nach einer Betrugsaffäre und schiffte sich am 24. Januar 1833 nach Marseille ein, wo er sich als Ingenieur für öffentliche Arbeiten etablierte.
1843 zog die Familie nach Aix-en-Provence. Er plante zahlreiche Großprojekte, von denen aber nur die Zola-Talsperre mit der ersten Bogenstaumauer Europas und der „Zola-Kanal“, der heute noch die Stadt Aix-en-Provence mit Wasser versorgt, verwirklicht wurden.
Sein früher Tod mit 50 Jahren ließ seine junge Ehefrau Émilie Aubert mittellos zurück. Fehlspekulationen und Veruntreuungen seiner Geschäftspartner hatten dazu geführt, dass bei Zolas Tod seine Schulden sein Vermögen um das Zwanzigfache überstiegen.
Sein Grab befindet sich auf dem Friedhof Saint-Pierre in Aix-en-Provence.

## Ehrungen
Am 6. November 1868 wurde in der Stadt Aix-en-Provence eine Straße offiziell in „Boulevard François-Zola“ umbenannt. Später wurde der Name in „Boulevard François-et-Émile-Zola“ geändert; diesen Namen trägt sie bis heute.

### Bibliographie
- Henri Mitterand: Biographie d’Émile Zola, 3 vol., Sous le regard de l’Olympia 1840–1870 – L’Homme de Germinal 1871–1893 – L’Honneur 1893–1902, Paris, Hrsg. Fayard, 1999-2001-2002
- Dico: Dictionnaire d’Émile Zola, Colette Becker, Gina Gourdin-Servenière, Véronique Lavielle, Paris, Hrsg. Robert Laffont, 1993, Bouquins ISBN 2-221-07612-5

| Personendaten    | Personendaten                                                                              |
| ---------------- | ------------------------------------------------------------------------------------------ |
| NAME             | Zola, François                                                                             |
| ALTERNATIVNAMEN  | Zola, François Antoine Marie (vollständiger Name); Zolla, Francesco Antonio Giuseppe Maria |
| KURZBESCHREIBUNG | französischer Ingenieur                                                                    |
| GEBURTSDATUM     | 8. August 1795 oder 7. August 1796                                                         |
| GEBURTSORT       | Venedig                                                                                    |
| STERBEDATUM      | 27. März 1847                                                                              |
| STERBEORT        | Marseille                                                                                  |